# 王晋 (元朝)
王晋（？—1266年），蒙古帝国大臣，元世祖时的中书省参知政事。
1230年，蒙古窝阔台汗听从耶律楚材的建议，开始设置燕京等十路征收课税使，王晋被选任河北东路河北西路使。后来王晋担任山东廉访使。元世祖至元二年（1265年）被元世祖忽必烈任命为参知政事，不久后罢职。至元三年（1266年），王晋与侍中和哲斯、济南益都转运使王明，都因为隐匿盐课之罪，被忽必烈处死。